# مؤسسة البحث الجنوبية الغربية
مؤسسة البحث الجنوبية الغربية (بالإنجليزية: Southwest Research Institute)‏ وتختصر (SwRI) مقرها في سان أنطونيو، تكساس، هي واحدة من أقدم وأكبر منظمات البحث التطبيقي والتطوير المستقلة وغير الربحية في الولايات المتحدة. تأسست في عام 1947 من قبل رجل أعمال النفط توماس سليك جونير، توفر SwRI خدمات بحث وتطوير عبر التعاقد مع الحكومة الأمريكية والعملاء الصناعيين.
تتألف المؤسسة من 9 أقسام تقنية والتي تقدم خدمات حل مشاكل متعددة الاختصاصات في مجموعة متنوعة من الفروع في مجال الهندسة والعلوم الفيزيائية. تحافظ المؤسسة دائماً على أكثر من 4,000 مشروع نشط. يتم تمويل هذه المشاريع بالتساوي تقريباً بين القطاعات الحكومية والتجارية. في نهاية السنة المالية 2014، بلغ عدد العاملين في المؤسسة 2,771 موظف، وكان مجموع الإيرادات 549 مليون دولار. قدمت المؤسسة 6.9 مليون دولار لتمويل البحث المبتكر من خلال برنامج البحث والتطوير الممول داخلياً من قبل المؤسسة.

## روابط خارجية
- SwRI quick facts
- SwRI online product certification directory